# Ford Duratec
Duratec ist die Bezeichnung von verschiedenen Viertakt-Ottomotoren des Automobilherstellers Ford. Ursprünglich handelte es sich dabei lediglich um V6-Motoren, die 1994 für den Ford Mondeo eingeführt wurden. 2000 folgte mit der dritten Baureihe des Mondeo der Reihen-Vierzylinder Duratec-HE. Aus Marketinggründen fing Ford 2002 schrittweise an, europaweit alle Ottomotoren in seinen Modellen unter der Bezeichnung Duratec zu vertreiben.

## Duratec-VE

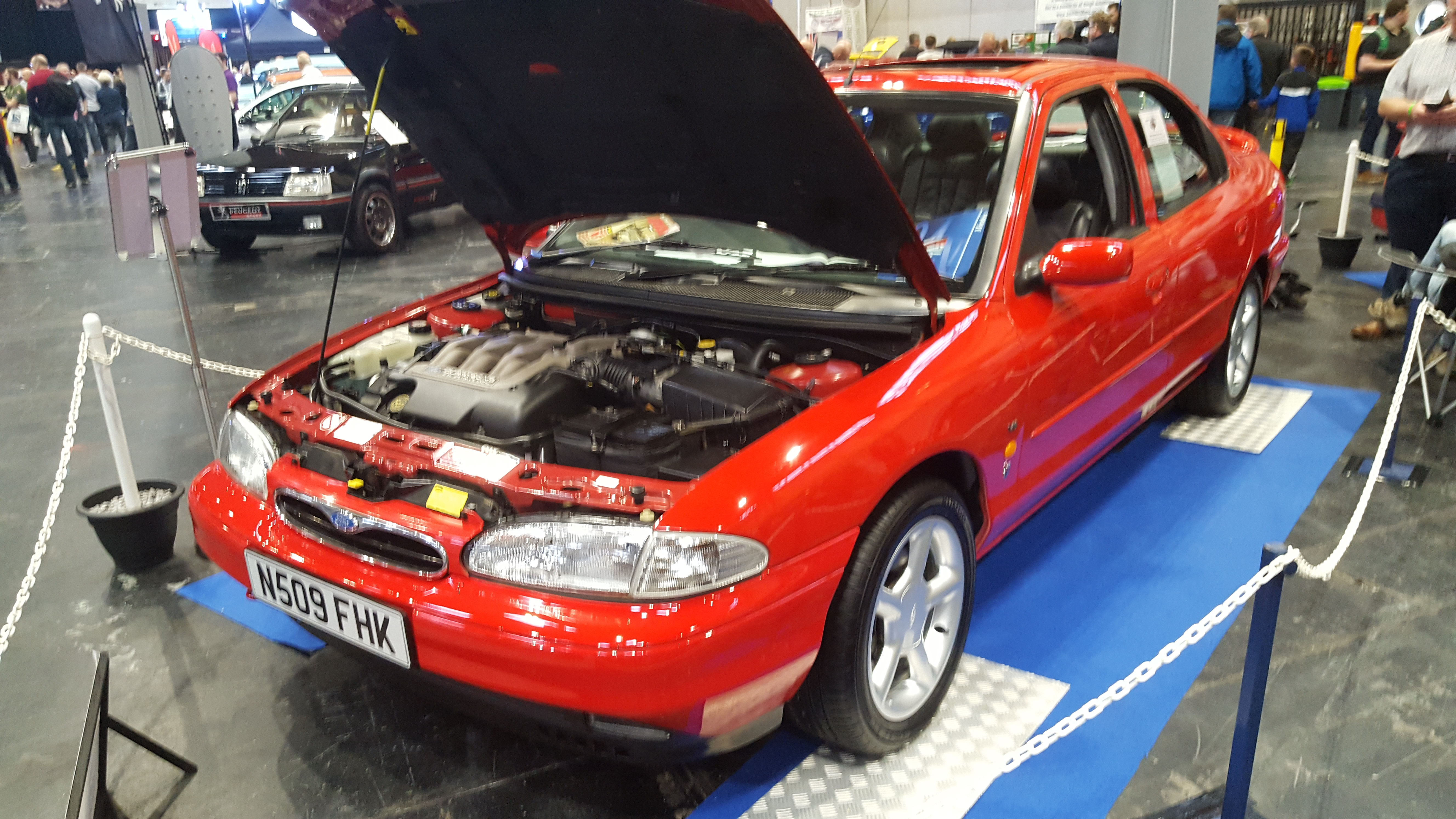
Duratec-VE in einem Mondeo ’93

Der erste Motor mit der Bezeichnung Duratec war ein neu entwickelter Sechszylindermotor, der ab 1994 für die erste Baureihe des Ford Mondeo mit einem Hubraum von 2,5 Litern verfügbar war. Der Duratec-VE wurde gemeinschaftlich von Ford USA und Ford Europa entwickelt. Die Motoren wurden im Motorenwerk in Cleveland in den Vereinigten Staaten auch für den europäischen Markt produziert. Der Einbau in den Mondeo erfolgte in Europa. Intern wurde der Motor auch „Modular V6 Engine“ genannt, wobei das „Modular“ für Modul- bzw. Baukastenweise steht. Gleiche oder ähnliche Bauteile sowie für die Fertigung erforderliche Werkzeuge sollten die Produktion vereinfachen und die Kosten senken. Der erste Motor der Familie der „Modular V6 Engines“ war der in US-Fahrzeugen verbaute 4,6-Liter V8-Motor mit Graugußblock und zwei Ventilen pro Zylinder. Darauf folgte ein gänzlich aus Leichtmetall gefertigter V8-Motor mit ebenfalls 4,6 Liter Hubraum und vier Ventilen pro Zylinder. Der dritte Motor war der Duratec V6, der neben dem Mondeo in Europa auch im Ford Contour und im Mercury Mystique verwendet wurde.
Der Duratec-VE ist ein V-Motor mit sechs Zylindern, einem Zylinderbankwinkel von 60°, Vierventiltechnologie und zwei obenliegende Nockenwellen pro Zylinderkopf. Motorblock und Zylinderköpfe sind aus Leichtmetall. Die Nockenwellen werden pro Zylinderkopf mit je einer Steuerkette angetrieben. Wartungsarbeiten an den Steuerketten sind nicht vorgesehen, die Ketten werden mit Kunststoffschienen geführt, die Spannung erfolgt mittels hydraulischer Kettenspanner. Die Nockenwellen sind sog. „gebaute Nockenwellen“, bei denen die Nocken auf Stahl-Hohlwellen aufgeschrumpft werden. Die Rollenschlepphebel haben hydraulische Schlepphebel-Stützlager für den Ventilspielausgleich. Die Kurbelwelle ist vierfach gelagert, statt einzelner Lagerböcke wird im Duratec-VE eine Kurbelwellen-Hauptlagerbrücke verwendet. Die Kolben laufen in Grauguß-Laufbuchsen, das Kolbenhemd ist mit Teflon beschichtet und die Pleuel wurden mittels Bruchtrennen bearbeitet.
Der Duratec-VE verfügt über ein Schaltsaugrohr (IMRC, Intake Manifold Runner Control), das unabhängig von der Drosselklappenstellung bei einer Motordrehzahl von 3200 Umdrehungen/min die Schaltklappen betätigt, um im unteren Drehzahlbereich die Drehmomententfaltung zu optimieren und eine höhere Leistungsabgabe im oberen Drehzahlbereich zu erreichen. Die Ölpumpe wird direkt von der Kurbelwelle angetrieben, die Wasserpumpe wird über einen eigenen Flachrippenriemen von der Einlaßnockenwelle des linken Zylinders angetrieben. Die Zusatzaggregate werden von der Kurbelwelle über einen Flachrippenriemen angetrieben.
Bereits die ersten Duratec-VE wurden mit einer elektronischen Motorregelung (EEC-IV) mit vollelektronischem Zündsystem (EDIS-6) und sequentieller Kraftstoffeinspritzung ausgeliefert. Die Drehzahlerfassung erfolgt über einen Kurbelwellen-Positionssensor, die Last wird über einen Luftmassenmesser erfasst. Mit drei Katalysatoren (zwei in den Auspuffkrümmern, einer im Bereich des Unterbodens) erfüllen die ersten Duratec-VE bereits die Abgasnorm Euro 2. Die Motordiagnose muss bei den ersten Modellen noch über die Ford-eigene On-Board-Diagnose FDS2000 durchgeführt werden.
1999 wurde der Duratec-VE leicht überarbeitet, unter anderem wurde durch eine Reduzierung der Zylinderbohrung von 82,4 mm auf 81,6 mm der Hubraum von 2544 cm³ auf 2495 cm³ reduziert. Zudem wurde für das Sondermodell ST200 der zweiten Baureihe des Mondeo die Leistung von 125 kW (170 PS) auf 151 kW (205 PS) gesteigert.
Mit Einführung des Mondeo ST220 war der Motor auch mit drei Litern Hubraum erhältlich. Diese Motoren leisteten 150 kW (204 PS) bzw. im Sondermodell ST220 166 kW (226 PS).
Mit der Einführung der vierten Generation des Ford Mondeo im Jahr 2007 wurde der Verkauf des Duratec-24V-Motors in Europa eingestellt. Die Motoren wurden durch den Duratec 20V (Fünfzylinder-Turbomotor) und die neuen 2,0-Liter-EcoBoost – ebenfalls mit Turboaufladung – ersetzt.
Der Motor wurde in Europa nur im Mondeo und im Ford Cougar – der sich mit dem Mondeo die technische Basis teilt – verwendet und quer eingebaut.

## Duratec-HE

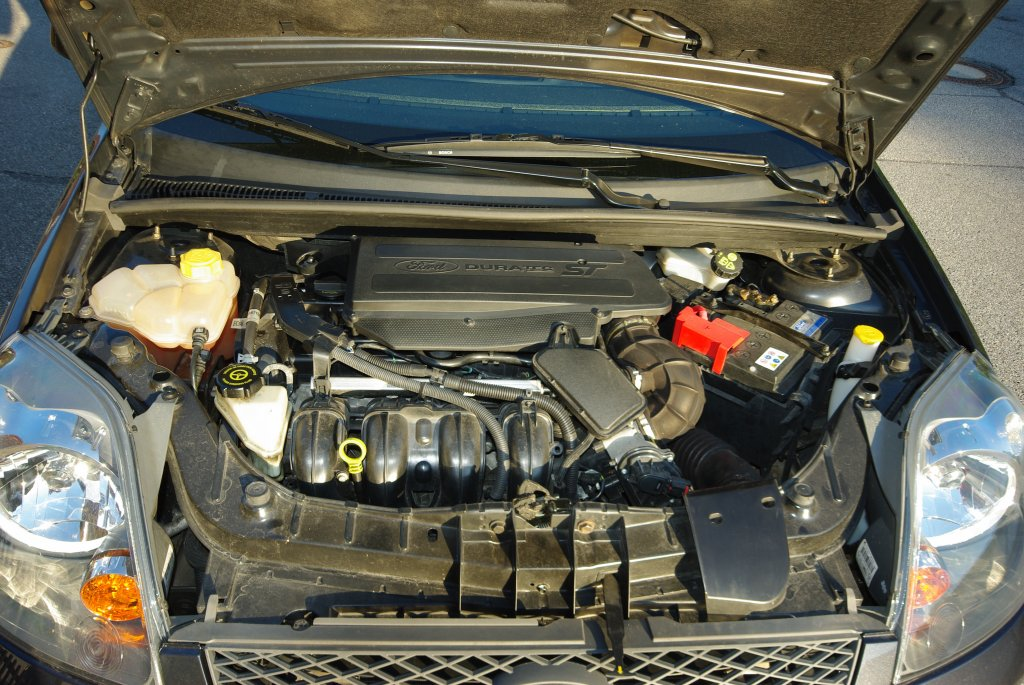
Duratec-HE in einem Fiesta ST

Der neue Duratec-HE wurde erstmals mit dem neuen Ford Mondeo im Herbst 2000 eingeführt und seit der zweiten Modellgeneration des Ford Focus wurden die Zetec-E Motoren endgültig durch die moderneren Duratec-HE ersetzt. HE ist eine Abkürzung für homogenous engine und bedeutet frei übersetzt Weltmotor.
Ford war zu dieser Zeit Hauptaktionär bei Mazda und das beim japanischen Automobilhersteller als L-Motor bekannte Triebwerk wurde fast unverändert übernommen. Der Duratec-HE ist ein Vierzylinder-Reihenmotor mit Motorblock und Zylinderkopf aus Aluminium mit zwei obenliegenden Nockenwellen und vier Ventilen pro Zylinder. Der Ventiltrieb erfolgt über eine Steuerkette, die Nebenaggregate werden über einen Flachrippenriemen angetrieben. Im Gegensatz zum Zetec-E sitzt beim Duratec-HE die Einlassseite in Fahrtrichtung gesehen vorne am Motor. Für den europäischen Markt war der Motor mit einem Hubraum von 1,8 bis 2,3 Litern erhältlich, in Amerika war der Motor zusätzlich mit 2,5 Litern Hubraum verfügbar.
Der Motor wurde mit 1,8 Litern Hubraum auch als Flexi-Fuel Variante im Focus und im Mondeo ab Werk angeboten. Diese Motoren können sowohl mit handelsüblichem Benzin als auch mit Ethanol-Kraftstoff (E85) betrieben werden. Später wurde dieser Motor durch den 2,0 Liter ersetzt, der im Mondeo, S-Max und Galaxy verfügbar war. Der Motor und die Motorsteuerung sind speziell auf den Betrieb mit Ethanol abgestimmt, jedes beliebige Mischungsverhältnis zwischen Benzin und Ethanol ist dabei möglich. Es wird nur ein Kraftstofftank verwendet, das Mischungsverhältnis wird durch Sensoren ermittelt. Für den Focus kam seitdem der 1,6 Liter TI-VCT Motor als Flexifuel zum Einsatz. Die letzten Duratec-HE waren bis Ende 2014 im Galaxy verfügbar und wurden kurz vor dem Modellwechsel des Vans aus dem Programm genommen.
Eine weitere Variante des Motors mit 1,8 Liter Hubraum war mit Benzin-Direkteinspritzung ausgerüstet. Entwickelt wurde das „Duratec SCi“-Einspritzsystem (Smart Charge Injection) in enger Zusammenarbeit mit der Robert Bosch GmbH. Das zentrale Element ist eine Einzylinder-Hochdruck-Einspritzpumpe (HDP2) mit Durchsatzregelung, die von der Einlassnockenwelle angetrieben wird und den Kraftstoff direkt in den Brennraum einspritzt. Verwendung fand dieser Motor nur im Ford Mondeo.
Mit Einführung der EcoBoost-Technologie wurden die Motoren weiterentwickelt und sind seit Anfang 2015 nur noch mit Turboaufladung und Direkteinspritzung erhältlich.

### Weitere Verwendung
Ford setzte den Duratec-HE auch außerhalb Europas ein, u. a. im Ford Escape mit 2,3 und 2,5 Litern Hubraum.
- Ein von Cosworth modifizierter Duratec-HE mit 2,3 Litern Hubraum und 213 kW (290 PS) kam bis 2015 im BAC Mono des britischen Automobilherstellers Briggs Automotive Company zum Einsatz.
- Im Kleinserienfahrzeug Ginetta G40 findet ein Duratec-HE mit 1,8 Liter Hubraum und 103 kW (140 PS) Verwendung.
- Der Duratec-HE wurde von diversen Tuningfirmen verwendet, um bei der Lotus Elise der ersten Baureihen einfach und kostengünstig die Leistung erheblich zu steigern. Verwendet wurden dafür fast ausschließlich Motoren mit 2,0 und 2,3 Liter Hubraum.

## Duratec 20V

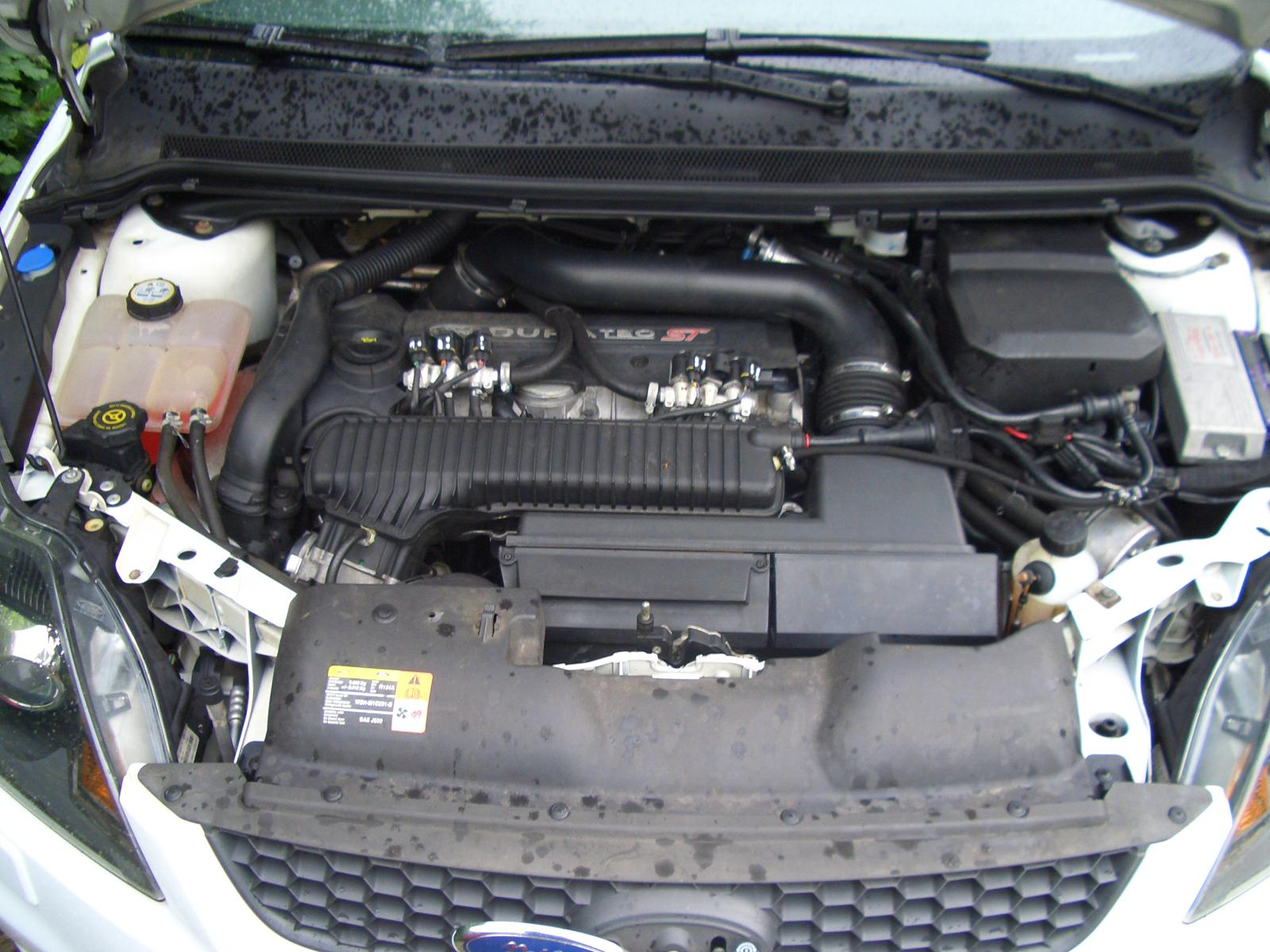
2,5-Liter-Duratec in einem Focus ST mit nachgerüsteter LPG-Anlage

Dieser 2,5-Liter-Reihenfünfzylinder stammt, ähnlich wie der Duratec-HE, nicht aus der Entwicklung von Ford, sondern wurde aus der laufenden Produktion von Volvo übernommen. Um kraftvolle, langlebige und halbwegs kompakte Motoren zu erhalten und um Entwicklungskosten zu sparen, wurden die erprobten Motoren von Volvo verwendet. Anfangs kamen diese nur im ST-Modell der zweiten Generation des Ford Focus mit 166 kW (225 PS) zum Einsatz, später wurde der Motor mit 147 kW (200 PS) bzw. 162 kW (220 PS) auch im Ford Mondeo, Ford S-MAX und im Ford Kuga angeboten. Nach dem Facelift der zweiten Modellgeneration des Focus wurde die Leistung des Motors für den neuen Focus RS auf 224 kW (305 PS) gesteigert, im limitierten Sondermodell Focus RS500 sogar auf 257 kW (350 PS).
Seit der Einführung der EcoBoost-Motoren sind die Reihenfünfzylindermotoren in Ford-Modellen nicht mehr erhältlich.

## Zetec-E
Die Zetec-E-Motoren wurden 2004 mit Einführung des neuen Ford Focus gänzlich durch die neuen Duratec-HE Motoren ersetzt. Die Bezeichnung Duratec wurde jedoch bereits in der ersten Modellreihe des Focus eingeführt, der 2,0-Liter-Turbomotor des Focus RS wurde bereits als Duratec RS bezeichnet, der 2,0-Liter-Saugmotor des Focus ST170 als Duratec ST. Bei beiden Motoren handelt es sich um überarbeitete Versionen des Zetec-E.

## Zetec-SE
Ab 2002 wurden auch die Zetec-SE Motoren ausschließlich unter der Bezeichnung Duratec vertrieben, an der Technik änderte sich jedoch nichts. Ab 2004 war der Motor im Ford Focus auch mit doppelter Nockenwellenverstellung Ti-VCT (twin independent variable camshaft timing) verfügbar.
Einige der neuen EcoBoost-Motoren basieren auf der Technik des Zetec-SE. Während jedoch der Duratec-HE komplett entfällt, wird der Zetec-SE weiterhin produziert.

## Duratec 8V
Unter dem Namen Duratec 8V vertrieb Ford den im Jahr 2000 durch Ford Brasilien als eine kostengünstigere Version des Zetec-SE entwickelten Zetec-Rocam. Verfügbar war der Motor von 2003 bis 2008 im Ka und Fiesta sowie im Ford Streetka.

## Duratec 1,2 8V

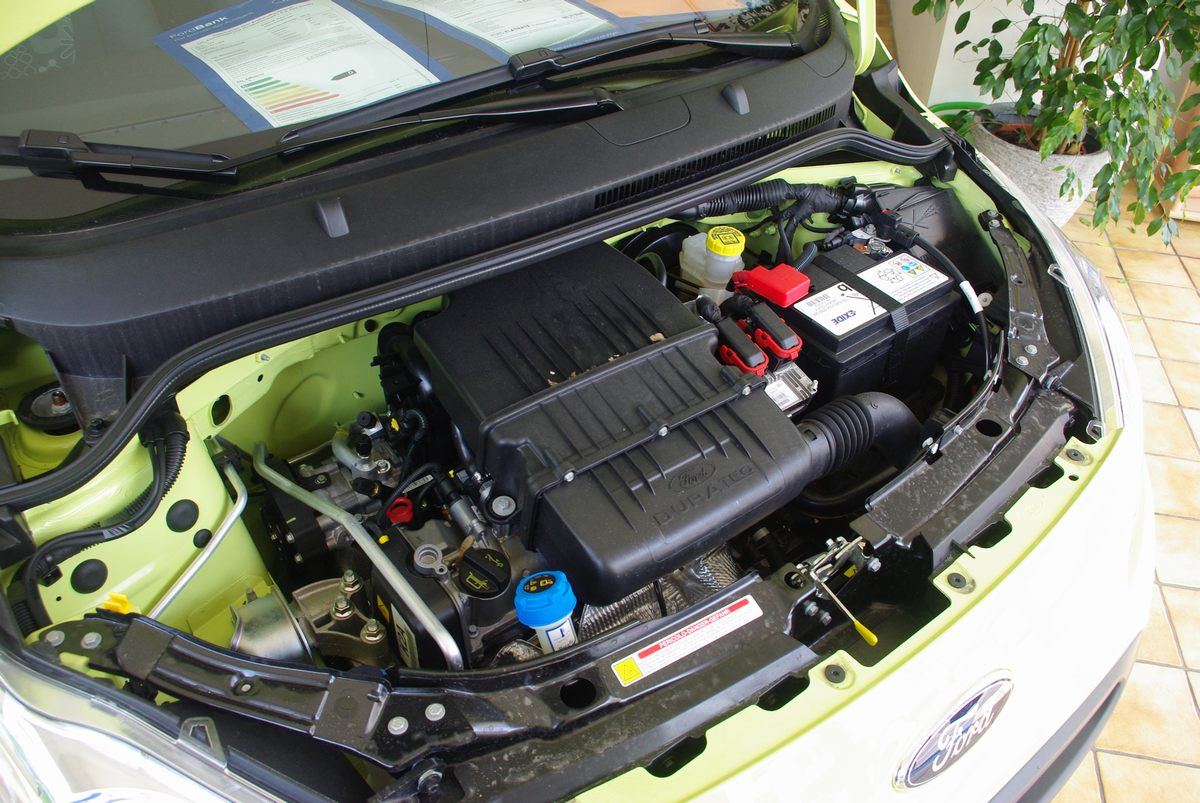
Duratec 1,2 8V in einem 2009er Ford Ka

Auch der Vierzylinder-Motor von Fiat, der in der zweiten Modellgeneration des Ford Ka verbaut ist, wird unter der Bezeichnung Duratec vertrieben.

## Verwendung (Europa)
| Vierzylinder             | Vierzylinder        | Vierzylinder          | Vierzylinder | Vierzylinder | Vierzylinder | Vierzylinder | Vierzylinder | Vierzylinder | Vierzylinder | Vierzylinder | Vierzylinder | Vierzylinder | Vierzylinder | Vierzylinder |
| Bezeichnung              | Hubraum             | Leistung              | Motortyp     | Ka           | Streetka     | Fiesta       | Fusion       | B-MAX        | Focus        | C-MAX        | Mondeo       | S-MAX        | Galaxy       | Kuga         |
| ------------------------ | ------------------- | --------------------- | ------------ | ------------ | ------------ | ------------ | ------------ | ------------ | ------------ | ------------ | ------------ | ------------ | ------------ | ------------ |
| Duratec 1,2 8V           | 1.242 cm³           | 51 kW/69 PS           | Fiat         | X            |              |              |              |              |              |              |              |              |              |              |
| Duratec 1,3 8V           | 1.299 cm³           | 44–51 kW/60–69 PS     | Zetec-RoCam  | X            |              | X            | X            |              |              |              |              |              |              |              |
| Duratec 1,6 8V           | 1.599 cm³           | 70 kW/95 PS           | Zetec-RoCam  | X            | X            |              |              |              |              |              |              |              |              |              |
| Duratec 1,25 16V         | 1.242 cm³           | 44–60 kW/60–82 PS     | Zetec-SE     |              |              | X            | X            |              |              |              |              |              |              |              |
| Duratec 1,4 16V          | 1.388 cm³           | 59–71 kW/80–96 PS     | Zetec-SE     |              |              | X            | X            | X            | X            |              |              |              |              |              |
| Duratec 1,6 16V          | 1.596 cm³           | 74 kW/100 PS          | Zetec-SE     |              |              | X            | X            |              | X            | X            |              |              |              |              |
| Duratec Ti-VCT 1,6 16V 1 | 1.596 cm³           | 77–99 kW/105–134 PS   | Zetec-SE     |              |              | X            |              | X            | X            | X            | X            |              |              |              |
| Duratec 1,8 16V 1        | 1.798 cm³           | 81–92 kW/110–125 PS   | Duratec-HE   |              |              |              |              |              | X            | X            | X            |              |              |              |
| Duratec SCi 1,8 16V      | 1.798 cm³           | 96 kW/130 PS          | Duratec-HE   |              |              |              |              |              |              |              | X            |              |              |              |
| Duratec 2,0 16V 1        | 1.999 cm³           | 107 kW/145 PS         | Duratec-HE   |              |              |              |              |              | X            | X            | X            | X            | X            |              |
| Duratec 2,0 16V (ST)     | 1.999 cm³           | 110 kW/150 PS         | Duratec-HE   |              |              | X            |              |              |              |              |              |              |              |              |
| Duratec 2,3 16V          | 2.261 cm³           | 118 kW/160 PS         | Duratec-HE   |              |              |              |              |              |              |              | X            | X            | X            |              |
| Duratec ST               | 1.988 cm³           | 127 kW/173 PS         | Zetec E      |              |              |              |              |              | X            |              |              |              |              |              |
| Duratec RS               | 1.988 cm³           | 158 kW/215 PS         | Zetec E      |              |              |              |              |              | X            |              |              |              |              |              |
| Fünfzylinder             |                     |                       |              |              |              |              |              |              |              |              |              |              |              |              |
| Bezeichnung              | Hubraum             | Leistung              | Motortyp     | Ka           | Streetka     | Fiesta       | Fusion       | B-MAX        | Focus        | C-MAX        | Mondeo       | S-MAX        | Galaxy       | Kuga         |
| Duratec 2,5 20V          | 2.521 cm³           | 147–162 kW/200–220 PS | Volvo R5     |              |              |              |              |              |              |              | X            | X            |              | X            |
| Duratec 2,5 20V (ST)     | 2.521 cm³           | 166 kW/225 PS         | Volvo R5     |              |              |              |              |              | X            |              |              |              |              |              |
| Duratec 2,5 20V (RS)     | 2.521 cm³           | 224 kW/305 PS         | Volvo R5     |              |              |              |              |              | X            |              |              |              |              |              |
| Duratec 2,5 20V (RS500)  | 2.521 cm³           | 257 kW/350 PS         | Volvo R5     |              |              |              |              |              | X            |              |              |              |              |              |
| Sechszylinder            |                     |                       |              |              |              |              |              |              |              |              |              |              |              |              |
| Bezeichnung              | Hubraum             | Leistung              | Motortyp     | Ka           | Streetka     | Fiesta       | Fusion       | B-MAX        | Focus        | C-MAX        | Mondeo       | S-MAX        | Galaxy       | Kuga         |
| Duratec 2,5 24V          | 2.544 cm³ 2.495 cm³ | 125 kW/170 PS         | Duratec-VE   |              |              |              |              |              |              |              | X            |              |              |              |
| Duratec 2,5 24V (ST)     | 2.495 cm³           | 151 kW/205 PS         | Duratec-VE   |              |              |              |              |              |              |              | X            |              |              |              |
| Duratec 3,0 24V          | 2.967 cm³           | 150 kW/204 PS         | Duratec-VE   |              |              |              |              |              |              |              | X            |              |              |              |
| Duratec 3,0 24V (ST)     | 2.967 cm³           | 166 kW/226 PS         | Duratec-VE   |              |              |              |              |              |              |              | X            |              |              |              |

Neben diesen Ford-Modellen wurden Duratec-Motoren auch in den Modellen Maverick und Cougar verbaut.